# Ahora
Ahora és un setmanari espanyol en castellà especialitzat en política, economia i cultura. Ahora va publicar el seu primer número el divendres 18 de setembre de 2015 i es va presentar com un espai per al debat i l'anàlisi. «Davant l'allau d'informació precipitada que rebem dels mitjans digitals i les xarxes, Ahora pretén recuperar les virtuts del periodisme lent, detallat, precís», va afirmar el setmanari. Amb un preu de tres euros, es ven a 8.000 quioscos d'Espanya i també compta amb una versió digital. Abans del seu naixement, va aconseguir el finançament necessari a través d'aportacions de 3000 euros que van realitzar els seus 120 socis. La publicació té la seu a l'edifici de la Fundació Diario de Madrid, situada a la calle Larra de Madrid, on es trobava el desaparegut diari Madrid.
Publicat en gran format, està dirigit per Ramón González Férriz i el seu president editor és Miguel Ángel Aguilar, que va ser l'impulsor de la publicació. La subdirectora del setmanari és la cronista política Rosa Paz i el vicepresident editorial és l'escriptor i diplomàtic José María Ridao. En el grup promotor del setmanari també hi formava part la periodista Soledad Gallego-Díaz, que va desvincular-s'hi abans de l'estiu de 2015. Al seu torn s'hi va incorporar Miguel Mora Díaz, exredactor d'El País i director de Ctxt.es. Formen part del consell d'administración de l'editorial d'Ahora els exministres Mercedes Cabrera i Tomás de la Quadra-Salcedo, l'enginyer Juan Ignacio Lema, l'advocada Ángela Uría, el notari Rodrigo Tena i el periodista José Vicente de Juan. També hi han col·laborat els periodistes Xavier Vidal-Folch, Xavier Mas de Xaxàs i José Antonio Zarzalejos.